# 中村織央
中村織央（日语：なかむら おずの；1986年10月13日—），日本男演員，出生於日本東京都。

## 演出

### 電視劇
- 牙狼＜GARO＞～魔戒閃騎～（2011年10月6日 - 2012年3月22日、東京電視台） - 飾演 布道雷歐／閃光騎士狼怒／布道西格瑪
- 牙狼〈GARO〉-魔戒烈傳-第5話（2016年5月6日、東京電視台） - 飾演 布道雷歐／閃光騎士狼怒
- 女城主 直虎（2017年，NHK電視台） - 石川数正

### 電影
- 牙狼～蒼哭魔龍～（2013年2月23日、東北新社） - 飾演 布道雷歐
- 圖書館戰爭（2013年4月27日、東寶）
- 永遠的0（2013年12月21日、東寶）